# ASPTT Mulhouse Volley-Ball
O ASPTT Mulhouse Volley-Ball é um clube de voleibol feminino francês fundado em 1974

## História
Fundando em 1974, o departamento de voleibol logo foi subindo de divisão até chegar a elite do voleibol nacional.No ano seguinte participou do Campeonato Frances e com os grandes nomes do voleibol feminino da região da Alsácia foi se promovendo e obtendo títulos.Em 1992 a promoção a elite nacional ocorreu, na época chamada Pro A, de onde não se retirou mais, chegando ao vice-campeonato consecutivo de 2007 a 2012, até participar pela primeira vez da Liga dos Campeões da Europa; também obteve o vice-campeonato  nos anos de 2009, 2010 e 2012 na Copa da França.
Com nossa equipe principal da Ligue A Francesa, se tornou a melhor equipe feminina de esportes coletivos do leste do país, com uma continua política esportiva duradoura, cuja meta é permanecer na elite nacional e ascender entre as melhores equipes europeias.Uma das funções do clube é desenvolver a integração de jovens promessas a equipe profissional, oferecendo uma estrutura na formação visando a continuidade no projeto esportivo, através de um monitoramento eficaz encaminhando-os por um caminho a obter êxito, sendo que muitos servem a base das seleção nacional, e desde a fundação do Centro de Treinamento, o clube acolhe os aspirantes ao voleibol nacional e da região, e progressivamente promovendo a inclusão a equipe.

## Títulos

### Competições Nacionais
Campeonato Francês
- Campeão:2016-17
- Vice-campeão:1997-98,[2] 1998-99,[2] 2006-07,[2] 2007-08,[2] 2008-09,[2] 2009-10,[2] 2010-11,[2] 2011-12[2]

 Copa da França
- Vice-campeão:1999-00,[2] 2008-09,[2] 2009-10,[2] 2011-12[2]

 Supercopa Francesa
- Vice-campeão:2017-18

### Competições Internacionais
CEV Champions League: 0
 Copa CEV: 0
 Challenge Cup: 0
- Terceiro posto:1997-98, 2013-14